# Estado Guárico
Guárico es uno de los veintitrés estados que, junto con el Distrito Capital y las Dependencias Federales, forman la República Bolivariana de Venezuela. Su capital es San Juan de los Morros y su ciudad más poblada es Calabozo. Está ubicado en el centro del país, en la región de Los Llanos, limitando al norte con Carabobo, Aragua y Miranda, al este con Estado Anzoátegui, al sur con Bolívar y Apure, y al oeste con Barinas y Cojedes. Con casi 65 000 km² es el cuarto estado más extenso —por detrás de Bolívar, Amazonas y Apure—, mientras que, con 855.381 habs. en 2023 —por delante de Trujillo, Yaracuy, Nueva Esparta, Apure, Vargas, Cojedes, Delta Amacuro y Amazonas— y 11,5 hab/km², es el quinto menos densamente poblado, por delante de Bolívar, Apure, Delta Amacuro y Amazonas.
Posee 15 municipios autónomos y 39 parroquias civiles. Sus principales ciudades son Calabozo, San Juan de los Morros, Valle de la Pascua, Zaraza y Altagracia de Orituco.

## Historia

### Conquista y colonia
Al llegar los europeos a Venezuela, diversas etnias habitaban la región que constituiría Guárico. Entre estos se contaban los caribes tamanacos, palenques y cumanagotos, así como grupos de guamos y otomacos. Estos últimos se hallaban en permanente enfrentamiento con los caribes.
La colonización de la región apenas comenzó a realizarse en el siglo XVII y ante todo en el XVIII. El cacique Chiparara consiguió organizar grupos caribes y otomacos en los Llanos de Guárico para contraatacar a las fuerzas colonizadoras españolas. Tras ser vencidos, hacia 1653, los grupos caribes y otomacos se retirarían hacia el sur o perderían cohesión y serían poco a poco asimilados.
Muchos de los colonos que se establecieron en la zona eran misioneros y encomenderos vascos que fundaron Altagracia de Orituco el 1 de marzo de 1676. Miguel de Urbés, lugar teniente de Joan Orpí, fundó en 1645 la ciudad de Zaraza con el nombre de San Miguel de la Nueva Tarragona del Batey. El Sombrero fue fundado en 1720. Cuatro años después fundaron Calabozo. En 1728 establecieron el pueblo de Chaguaramas en un sitio donde había poblados de cumanagotos. El fray Anselmo Isidro de Ardales estableció el pueblo de Tucupido en 1760 con grupos de cumanagotos y palenques. San Juan de los Morros sería fundada mucho después, hacia 1780.
Alexander von Humboldt junto a Aimé Bonpland pasaron por la región en marzo de 1800 en su viaje hacia el Orinoco y sus tributarios.
En la época de dominio español Guárico formó parte de la Provincia de Caracas perteneciente a la Capitanía General de Venezuela.

### SigloXIX
Durante la guerra de independencia tuvieron lugar varias batallas en la región de Guárico.
El jefe militar José Tomás Boves venció el 3 de febrero de 1814 a Vicente Campo Elías en La Puerta, cerca de San Juan de los Morros. Unos meses después, en junio, las tropas españolas de nuevo bajo las órdenes de Boves vencieron a las tropas de Simón Bolívar y Santiago Mariño en el mismo campo de batalla.
El 2 de agosto de 1816 tuvo lugar la batalla de Quebrada Honda cerca de El Socorro. Los realistas fueron vencidos por la armada republicana liderada por el aventurero escocés Gregor MacGregor.
Las tropas llaneras encabezadas por José Antonio Páez vencieron a las fuerzas realistas del mariscal Pablo Morillo el 12 de febrero de 1818. Sin embargo, Morillo pudo vencer a las tropas del general Simón Bolívar en la tercera batalla de La Puerta.

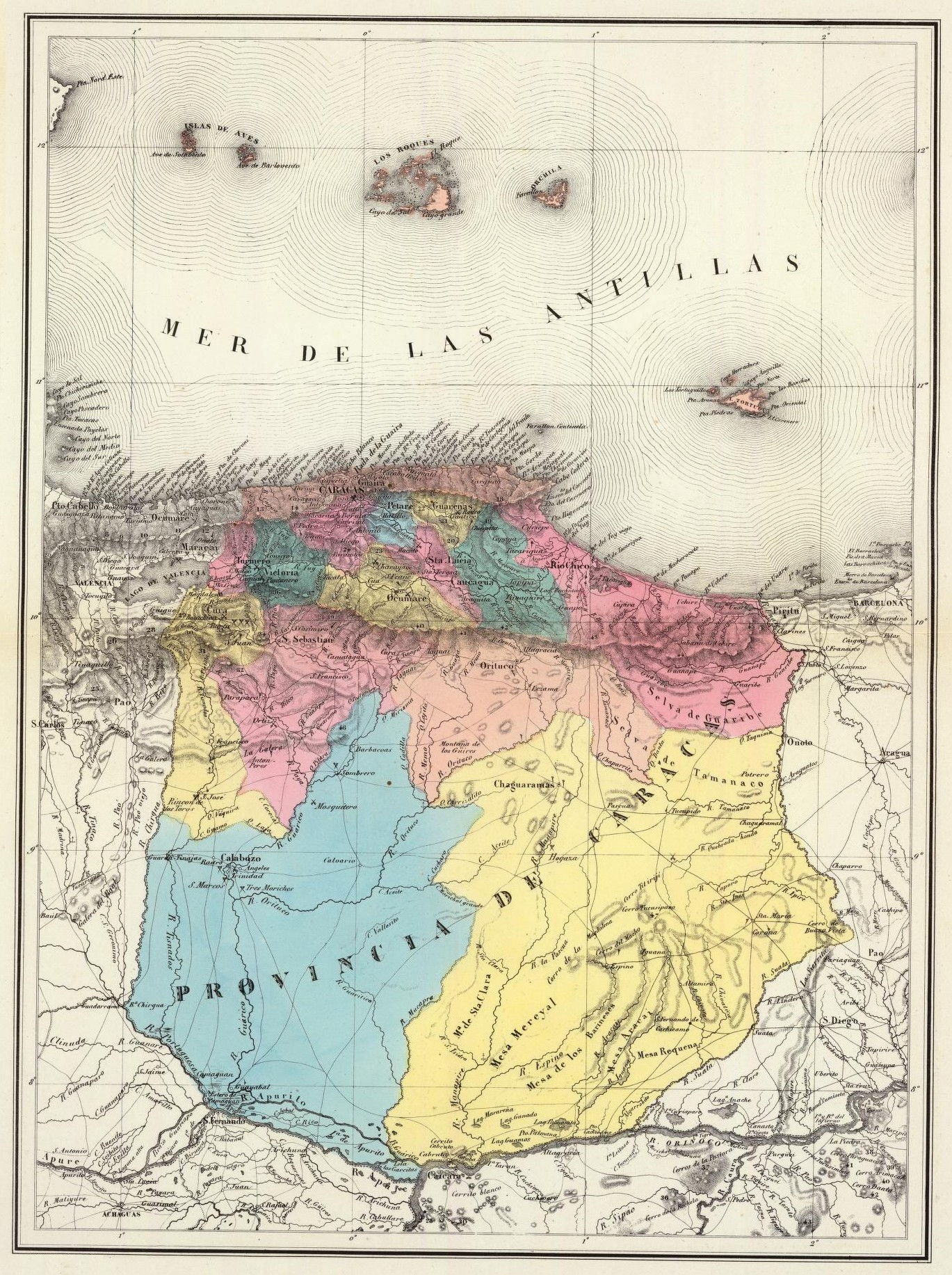
Provincia de Caracas, cuya división en 1848 resultó en la creación del estado Guárico.

Tras la independencia, Guárico se volvió escenario de numerosas batallas en las guerras civiles que azotaron el país en el siglo XIX.
Venezuela entró en una profunda crisis a partir de 1842. En 1846 se produjo un levantamiento que fue particularmente sentido en Guárico. Los campesinos y otras personas pobres se quejaban de la injusticia social y numerosos grupos criticaban la situación política en la que solo unas élites tenían todo el poder. Las protestas continuaron hasta mayo de 1847.
La creación con el nombre de Provincia de Guárico data de 1848 cuando se dividió a la provincia de Caracas en tres.
En 1856 Guárico pasó a formar parte de las 21 provincias de Venezuela hasta que en 1864 fue declarado estado independiente, y parte integrante de los Estados Unidos de Venezuela.
El 17 de febrero de 1860 se produjo cerca de Calabozo la batalla de Coplé entre las tropas federalistas y las del gobierno central. La batalla en sí no dio resultados claros, pero la continuación de la guerra de guerrillas después de este episodio desembocó en la firma de un acuerdo de paz el 23 de marzo de 1893 entre los federalistas y el gobierno del caudillo Antonio Guzmán Blanco.
En 1879 el estado pasó a formar parte del Gran Estado Miranda con lo que actualmente es Bolívar (actual Miranda), Guzmán Blanco (actual Aragua), Apure y Nueva Esparta. En 1889 este estado fue renombrado Miranda.

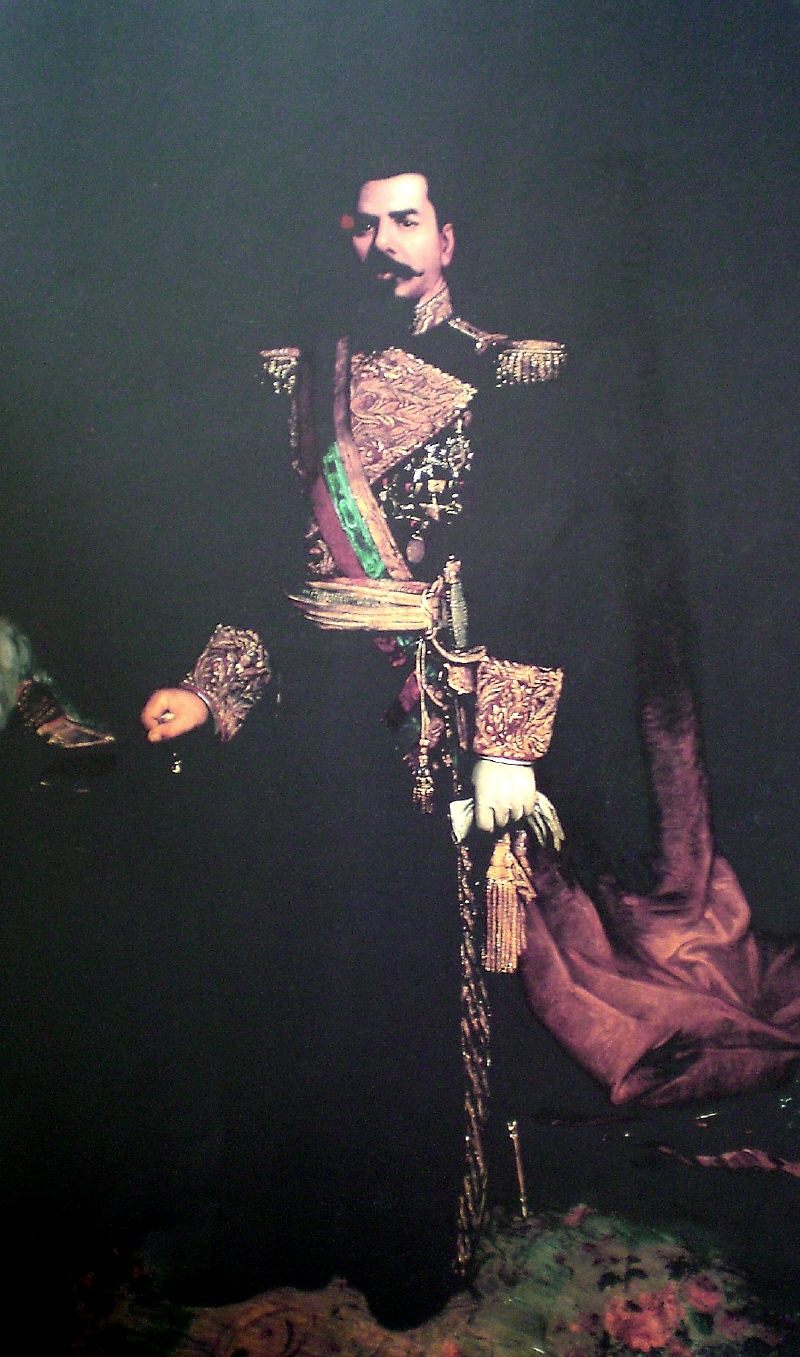
Joaquín Crespo.

El 11 de marzo de 1892 se alzó el caudillo Joaquín Crespo contra el presidente de ese momento, Raimundo Andueza Palacio, quien había querido cambiar la constitución a comienzos de 1892 para poder gobernar supuestamente dos años más. Joaquín Crespo marchó desde su hacienda en Guárico hasta Caracas, donde tomó el poder.
En 1898 Guárico adquirió nuevamente su autonomía y en 1899 esta fue ratificada por decreto presidencial. Desde esta fecha permaneció como estado independiente aun cuando sufrió cambios en su territorio. Sus límites con el estado Aragua se fijaron mediante protocolo firmado en 1933.
El general Juan Vicente Gómez venció cerca de San Juan de los Morros a las tropas del general Luciano Mendoza, que luchaba del lado de la llamada Revolución Libertadora contra Cipriano Castro.

### SigloXX
Empresas extranjeras comenzaron a explotar petróleo en la zona de Guárico a partir de 1946. Los campos de El Carrizal y El Sombrero comenzaron a atraer muchos trabajadores.
En 1957 se comenzó la construcción del embalse del Guárico. Con 230 km², es uno de los embalses para riego más grandes de Venezuela y ha venido contribuyendo al desarrollo de la agricultura de la zona.

## Geografía

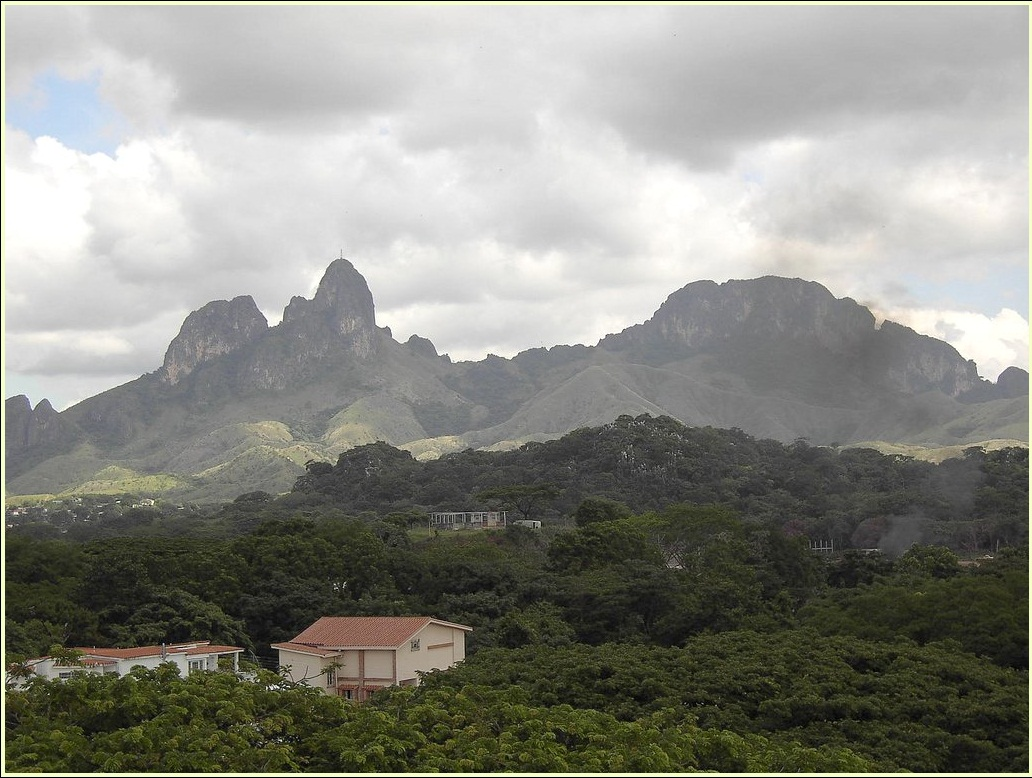
Morros de San Juan Estado Guárico.

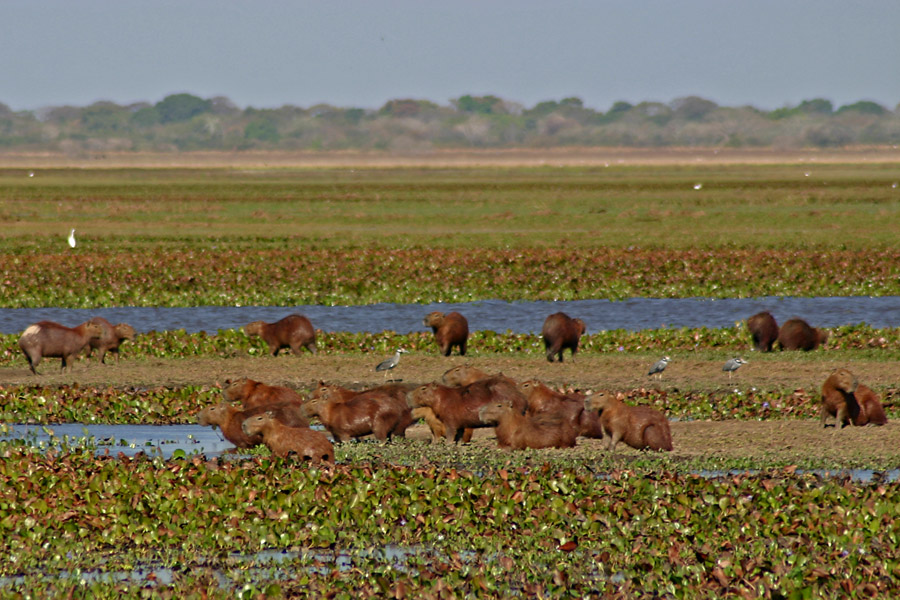
Hato La Fe, Calabozo, Llanos del Estado Guárico.

Guárico es conocida como «la puerta de entrada» a los Llanos Centrales, con una geografía de contrastes entre zonas montañosas cerca del límite del estado Cojedes, galeras (llamadas así por su forma de sombrero) o morros que acompañan el curso del río Guárico y una igual de amplia zona de tierra llana.
El Estado Guárico está limitado por el Norte con el Estado Miranda, Aragua y Carabobo, hacia el Sur con Bolívar y Apure, por el Este con Estado Anzoátegui por el Oeste con los Estados Cojedes y Barinas.

### Clima
La temperatura promedio anual es de 26 °C.

### Relieve
La mayor parte es plana y ocupa los llanos Centrales del país. Al noroeste, presenta montañas bajas, también conocidas como Morros y colinas de la Cordillera de la Costa.

#### Principales alturas del relieve guariqueño
La parte montañosa de Guárico incluye la Fila de los Suspiros, límite con el estado Cojedes por el noroeste, continúa con la Fila de La Raya, llamada también La Escalera, hasta llegar a la ciudad de San Juan de los Morros, algunos de los cuales pueden llegar hasta 2000 m s. n. m. Otras montañas por el este del estado incluyen el Cerro de las Minas, la faja de la Serranía de Guatopo en los costados de los Valles del río Orituco.

### Hidrografía
El estado Guárico es atravesado por varios ríos, quebradas y morichales que permanecen incluso durante los meses secos. Los ríos de la Cuenca de Unare desde Valle de la Pascua se dirigen al mar Caribe e incluyen los ríos principales: Unare, Quebrada Honda, Morichito, Ipire y Agua Amarilla. El resto del estado cuenta con ríos que son tributarios del río Orinoco, incluyendo el río Apure en su cuenca baja, Chirgua, Espino, Guárico, Macaira, Manapire, Memo, Tamanaco, Tiznados, Tucupido, Oritucoy Zuata.

## Capital
San Juan de los Morros es la capital de Guárico empezó a poblarse a partir del siglo XVI. Para 1675, era una parroquia eclesiástica levantada en homenaje a San Juan Bautista. Anteriormente la capital del estado Gúarico era la ciudad de Calabozo, hasta el año 1934 por una decisión política del Dictador Juan Vicente Gómez.

## División político-territorial
El estado Guárico está dividido en 15 municipios y 39 parroquias
| Municipios de Guárico |
| --- |
| Anzoátegui Apure Aragua Barinas Bolívar Carabobo Miranda Cojedes Camaguán Chaguaramas El Socorro Francisco de Miranda Monagas Ribas Julián Mellado Roscio Juan José · Rondón Leonardo Infante Ortiz Zaraza San José de Guaribe San Gerónimo · de Guayabal Santa María de Ipire |

## Economía
La agropecuaria es la actividad económica principal de este estado. Guárico también ocupa en el ámbito nacional un lugar significativo en el cultivo de cereales como arroz, maíz y sorgo. Esta actividad se engrana con el sector agroindustrial, apoyándose ambos en la existencia de 16 embalses y tres sistemas de riesgo (ríos Guárico, Orituco y Tiznados).
En cuanto a la ganadería, destacan la producción de bovinos y porcinos. Siendo para el 2023, el cuarto estado con mayor producción bovino en Venezuela. Y dentro de la actividad maderera, la producción de madera en rola se ubica en el séptimo lugar del total nacional.

## Petróleo
El estado Guárico además posee vastas reservas de petróleo, concentradas sobre todo en el sur en la llamada Faja Petrolífera del Orinoco. En el Campo Boyacá ubicado al Centro Sur del Estado Guárico hay 8 bloques petroleros y reservas estimadas en 489 000 millones de barriles.  En el Campo Junín ubicado al sureste del Estado Guárico y al suroeste del Estado Anzoátegui hay 10 bloques con reservas estimadas en 557 000 millones de barriles.

### Recursos forestales
Podemos encontrar:
Aceituno, araguaney, ceiba, cerezo, drago, jobo, puy, saqui-saqui, entre otros.

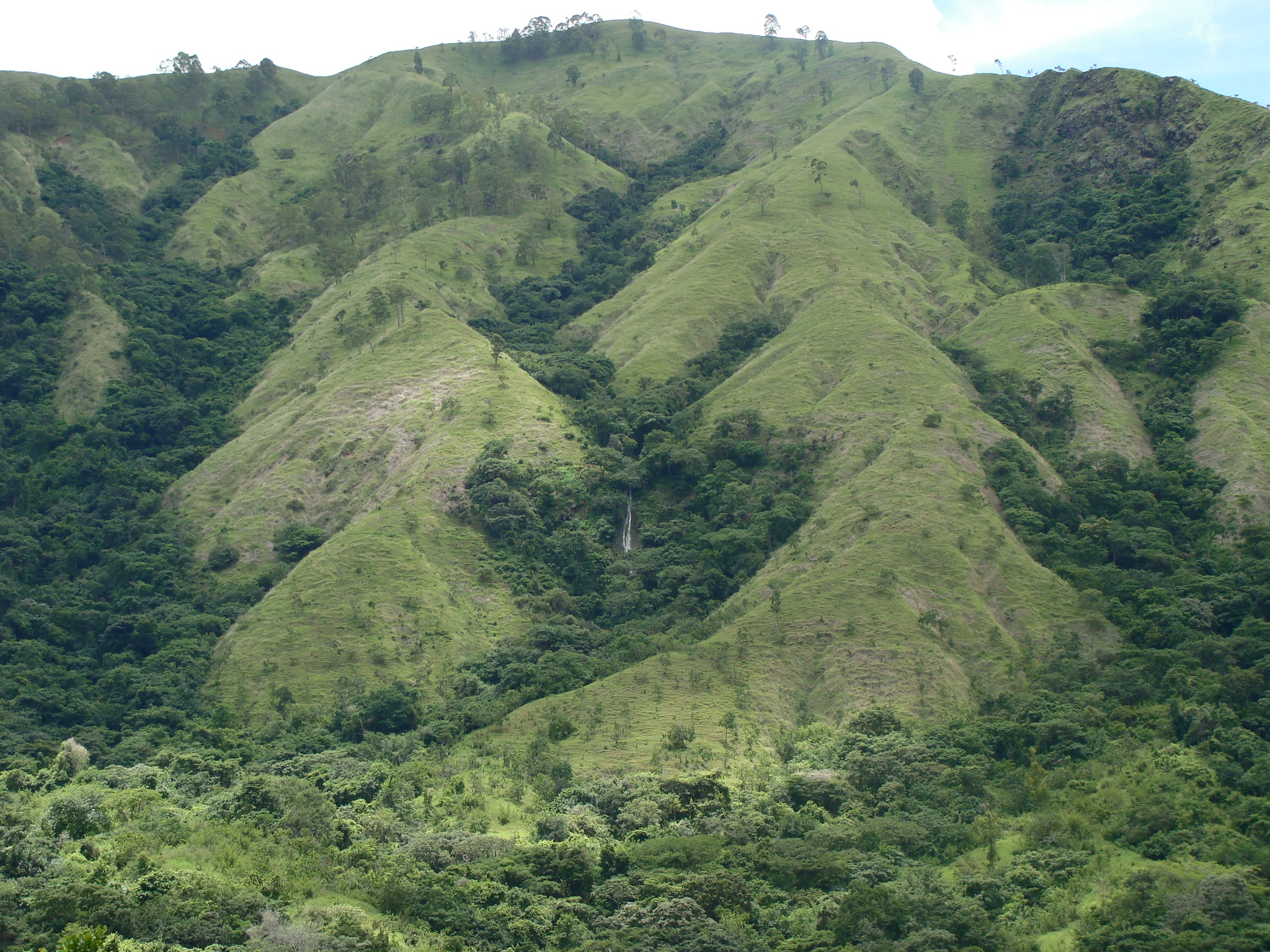
Pequeño torrente y salto de agua en un espejo de falla en el valle del río El Castrero, parte alta del río San Juan (afluente del río Guárico) cerca de San Juan de los Morros.

### Recursos minerales
Arenas silíceas, barita, grava, vanadio, yeso, zinc y el ripio.

## Turismo

### Embalse Guárico
Lo primero que vemos al llegar a Calabozo es su impresionante e inmensa represa de nombre Presa Generoso Campilongo (embalse del Río Guárico), en honor al ingeniero de origen Italiano quien diseñó y construyó dicha presa; construida en 1956. Esta represa es una de las más grandes de Venezuela y de toda América Latina. Más adelante podremos observar más sobre esta represa construida en la época del General Marcos Pérez Jiménez y que alimenta el sistema de riego de la zona y convierte a estos llanos en enormes productores de arroz.
Aguas termales de San Juan de los Morros
Son aguas sulfurosas, alcalinas, boratadas, de color azulado, con una temperatura media de 33,5 °C. Se trata de un manantial termo-mineral con una capacidad de 6800 L/h. Están rodeadas por un bosque seco-tropical, de una vegetación muy árida. Posee salas de baño, piscinas y servicios variados. Están situadas al noroeste de San Juan de los Morros, a 58 km de Maracay.
Aguas termales de Gurumen
Son aguas que brotan de galeras, formando cuatro pozos o fuentes. Posee piscinas y salas de baño. Se encuentran entre las poblaciones de Ortiz y San Francisco de Cara, a 60 km de San Juan de los Morros.
- Parque nacional Aguaro-Guariquito

Se creó el 7 de marzo de 1974. Tiene una extensión de 596 000 ha, ocupando el segundo lugar en cuanto a superficie dentro de los parques nacionales de Venezuela. Su área se encuentra cubierta por sabanas y bosques, ríos, lagunas y una rica flora de gran colorido y belleza y una variada fauna. Está situado al Sur del estado Guárico, entre los municipios Sebastián Francisco de Miranda y Las Mercedes.
- Parque nacional Guatopo

Fue creado el 31 de marzo de 1958. Comprende la región montañosa de la cordillera del Interior, entre Santa Teresa del Tuy y Altagracia de Orituco. Tiene una extensión de 92 640 ha. La vegetación es de bosque tropical húmedo y de formaciones semihúmedas. La fauna es silvestre y muy rica en mamíferos.
Posee tres importantes instalaciones recreativas: Agua Blanca, Santa Crucecita y Quebrada de Guatopo. Se pueden realizar en ellas excursiones y largas caminatas. Está ubicado entre los distritos Independencia, Lander y Acevedo del estado Miranda y distrito Monagas del estado Guárico.
- Embalse Guanapito

Principal fuente surtidora y tratante de agua para el Orituco, especialmente para los valles, y que se revela en el área donde alguna vez existió la población de Guanape.
La represa está construida con cemento, piedra y arena; sus compuertas están constantemente monitoreadas por un punto de control; que en el caso de que no logre funcionar se respalda manualmente.
- Monumento natural Morros de Macaira

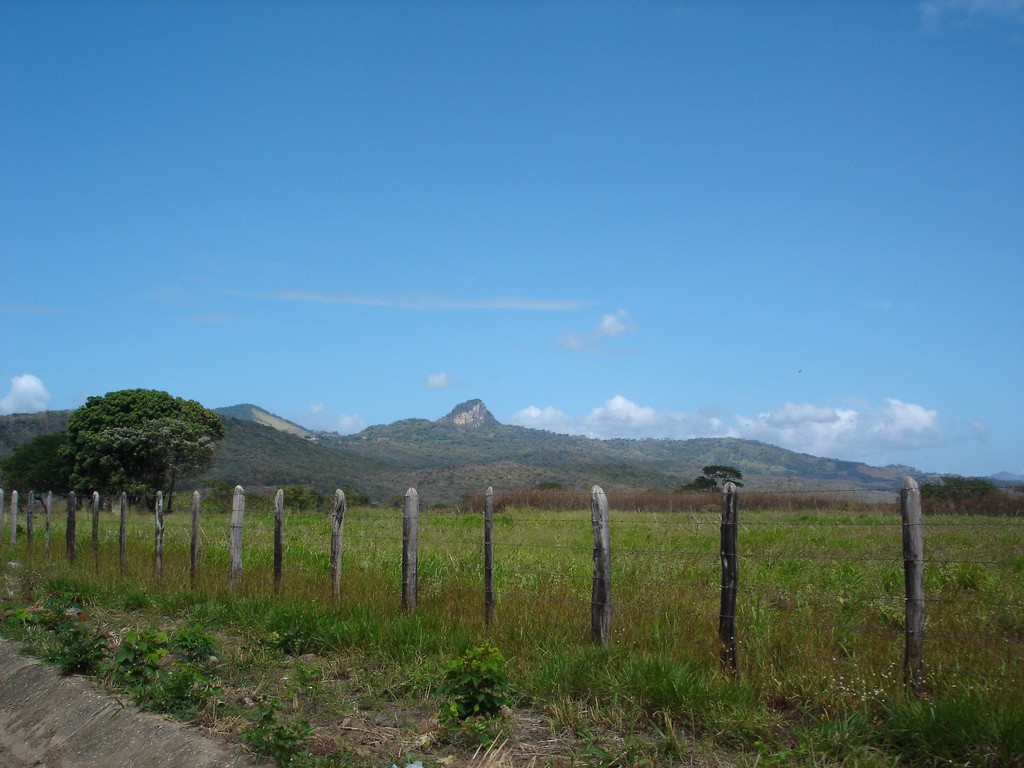
Morros de Macaira. San Francisco de Macaira, Guárico, Venezuela.

El monumento natural Morros de Macaira es un monumento natural ubicado en el Estado Guárico[1] de Venezuela. Fue creado en 1978. Abarca un área de 99 ha. En toda la región, es común encontrar macizos de roca calizas, cuevas surcadas pequeños cursos de agua y profundas cimas verticales.
El monumento natural Morros de Macaira se encuentra en el Municipio José Tadeo Monagas. El lindero oeste del monumento está determinado por la carretera que comunica Altagracia de Orituco con San Francisco de Macaira.
Su mayor atractivo es la formación calcárea de gran valor paleontológico y ambiental. Está constituido por tres macizos, los cuales albergan numerosas cuevas surcadas por torrentes fluviales.
La vegetación está compuesta principalmente por bosques semicaducos y matorrales semicaducos en la región de bosques montanos de la cordillera de la costa de Venezuela.
Monumento Natural Arístides Rojas (Morros de San Juan)
Fue creado el 11 de noviembre de 1949 y su superficie es de 1630 ha. Su principal atractivo son los morros, formaciones geológicas de formas peculiares. Están poblados por sabanas de cerro y de bosque. A 5 km al noroeste de San Juan de los Morros.
El nombre y límites actuales de la provincia son resultado de la organización política definida en la Ley de División Político Territorial del 28 de abril de 1856. El nombre proviene del río Guárico, que en el dialecto Caribe significa cacique.
Embalse de Tierra Blanca
Construido en 1976, suple aproximadamente 300 litros por segundo a San Juan de los Morros, además que es un parque recreativo con actividades planificadas y dirigidas por grupos que parten de la Misión Vuelvan Caras.

## Demografía por ciudades
Es importante mencionar que el último censo fue realizado en el año 2011, sin embargo, las proyecciones según el INE, para el 2023 se estima que la ciudad de Calabozo es la más poblada con 161.492 hab.
| Ciudades de Guárico |                        |            |            |            |                      |
| Orden               | Ciudad                 | Población  | Población  | Población  | Municipio            |
| Orden               | Ciudad                 | Censo 1981 | Censo 1990 | Censo 2011 | Municipio            |
| 1                   | Calabozo               | 71 871     | 99 574     | 131 989    | Francisco de Miranda |
| 2                   | San Juan de los Morros | 68 457     | 85 434     | 120 111    | Juan Germán Roscio   |
| 3                   | Valle de la Pascua     | 64 464     | 75 746     | 115 902    | Leonardo Infante     |
| 4                   | Zaraza                 | 31 467     | 42 464     | 78 642     | Pedro Zaraza         |
| 5                   | Altagracia de Orituco  | 25 876     | 34 434     | 52 952     | José Tadeo Monagas   |

## Educación

### Universidades
- Universidad Nacional Experimental Rómulo Gallegos (UNERG)
- Universidad Nacional Abierta
- Universidad Nacional Experimental Politécnica de la Fuerza Armada Nacional
- Universidad Nacional Experimental Simón Rodríguez
- Universidad Pedagógica Experimental Libertador
- Universidad Bolivariana de Venezuela
- Instituto Nacional Cooperación Educativa
- Instituto Universitario Monseñor Arias Blanco
- Instituto Universitario de Tecnología de los Llanos
- Colegio Universitario de Administración y Mercadeo Archivado el 17 de marzo de 2008 en Wayback Machine.

## Gastronomía
El plato símbolo por excelencia es el “Pisillo Guariqueño”, una fritura aliñada con ajo y ají dulce en la que se encrespan las hilachas de carne de venado salada y secada al sol, así como también carne de ganado, pescado o chigüire.
El tradicional sancocho de gallina también es preparado con frecuencia en esta región. El ingrediente básico es la gallina, cocinada con aliños verdes en abundancia y verduras. Otro plato muy conocido en todo el territorio nacional, es el mondongo, ya que adicionalmente a las verduras y la carne de res, se le agrega limón, patas de ganado y panza.
Otro plato no muy conocido, pero muy recomendado y buscado, es la palometa frita, en donde se emplea la carne de este exquisito pescado, aderezada con ajo, sal y limón; para luego freírla envuelta en harina. También es muy famoso el pastel de morrocoy, plato muy preciado en todo el país, cuya elaboración se basa en la carne de morrocoy, aliños, pasas, huevos, papas, vino y picante. La variante de esta receta —considerada un manjar— es el pastel de tortuga, que posee los mismos ingredientes, a excepción de la carne. En algunas partes del país, esta tradición culinaria ha ido disminuyendo por razones ecológicas, con el fin de preservar la especie. Sin embargo, aún son muchos los sitios donde puede degustarse.
En la Ciudad de Calabozo (región central del Edo. Guárico), es tradicional la hallaca y el carato en época decembrina, el carato, una bebida hecha de harina. También es tradicional las empanadas, arepas, las orejitas con queso, el queso'e mano, la jalea de mango, dulce de higo, dulce de lechoza, arroz con leche, la chicha, bebida de arroz y leche; en repostería el bombón, una bola de harina de trigo frita en aceite y luego va rellena de crema pastelera y azucarada por fuera, también las quesadillas, hechas al horno, de harina de trigo, rellenas de queso llanero rayado y azúcar. Las quesadillas son famosas en Corozopando viá Apure, así como el Casabe. Adicionalmente, el pabellón criollo, el bagre, la curvina, el pavón y el coporo es tradicional almuerzo, así como la sopa de res, también la carne en vara, las cachapas con su cochino frito.
La extensa variedad gastronómica en la parte central del Guárico y alrededores es para el exquisito gusto del buen paladar. Entre sus excentricidades, en zonas de los campos y caseríos, está el venado, pisillo'e babo y los huevos de iguana. Su consumo va en disminución para protección de la fauna.

## Cultura

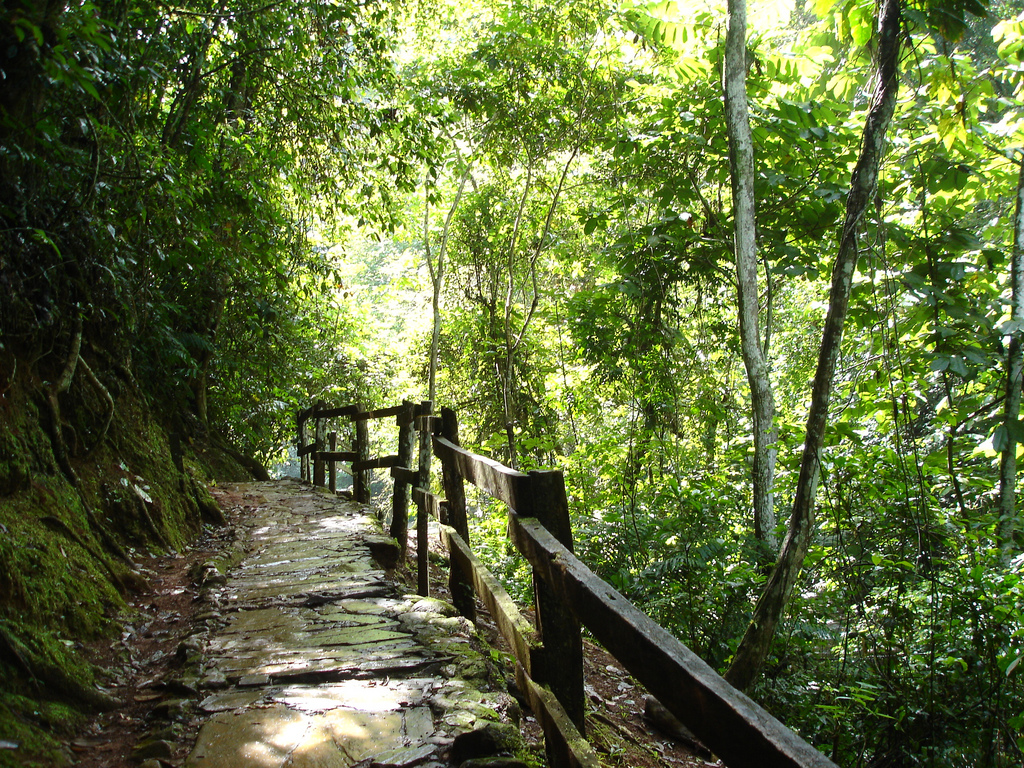
Parque nacional Guatopo.

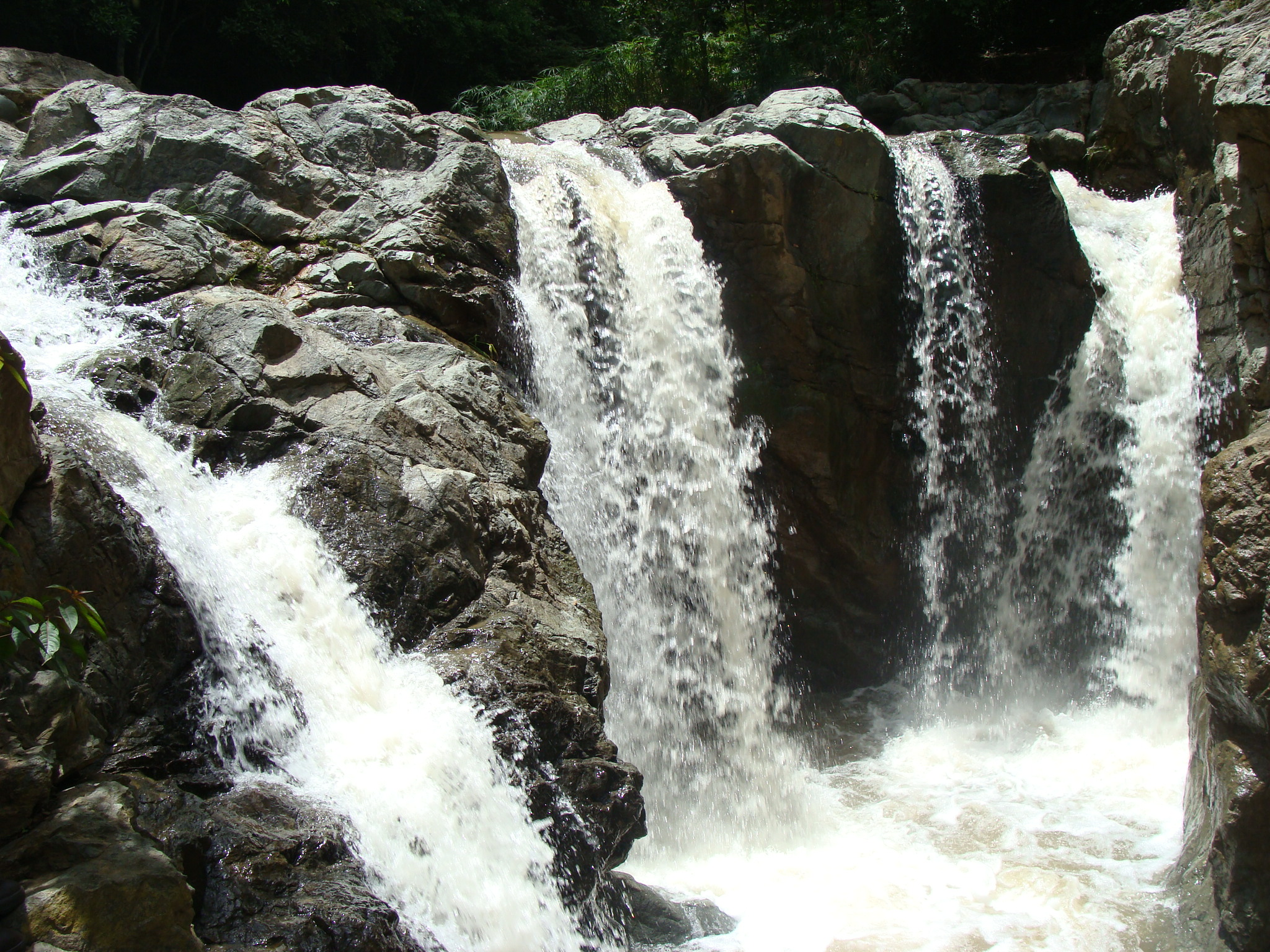
Saltos de agua en el río El Castrero.

### Carnaval Turístico del Llano Oriental Venezolano
Festividad que se realiza generalmente en el mes de febrero en la ciudad de Zaraza, siendo ésta el principal atractivo turístico en esa temporada en toda la región llanoriental, uno de los principales y más importantes carnavales de Venezuela, capaz de atraer cifras exorbitantes de turistas en comparación a otras festividades de igual índole. Caracterizado por la majestuosidad con la que se elaboran grandes, iluminadas y coloridas carrozas y comparsas, además de que en esa misma fecha se realiza en la ciudad las "Ferias Agroindustriales de la Cuenca del Río Unare" colocando a Zaraza como uno de los destinos turísticos más importantes del estado y del país.

### Ferias de San Miguel Arcángel
Fiestas religiosas y socioculturales que se realizan desde el 21 de septiembre al 4 de octubre, en Altagracia de Orituco, en donde los grupos nacionales más afamados dan su asistencia.

### Ferias de la Candelaria
Fiestas religiosas y Socioculturales, que se realizan la primera semana de febrero, motivado al día de Nuestra Señora de la Candelaria el 2 de febrero. Se realizan en Valle de la Pascua. Son consideradas unas de las Feria más importantes del Estado, donde además se realizan exposiciones de tipo agropecuario, con convocatoria y/o participación a nivel Nacional.

### Velorio de Cruz
Fiesta religiosa y social realizada durante el mes de mayo, en donde los recitadores más afamados del país cantan fulías acompañados por música de cuatro, guitarra, maracas, arpa y tambor.

### El Pájaro Guarandol
Comparsa formada por varias personas que danzan y cantan. Los personajes centrales son tres: el pájaro guarandol, el brujo y el cazador. El móvil de esta diversión gira en torno a la cacería del ave, el ruego para que no lo maten y la intervención del brujo para resucitarlo.

### La Burriquita
Es una danza donde el personaje principal de ésta viste un disfraz que le permite representar una burra y jinete al mismo tiempo. Baila al compás de un joropo, hace piruetas, rebuzna y realiza todas las cosas propias de la burra y su jinete.
Cuando los españoles llegaron a tierras americanas trajeron consigo manifestaciones, expresiones y celebraciones religiosas y estas se unieron a las aportadas por las manifestaciones de nuestros aborígenes y a la cultura afrodescendiente enriqueciendo el legado cultural. La Burriquita forma parte del traspaso de culturas de España, tiene influencia en dos manifestaciones: el baile de las vaquillas y los caballines. Entró por Cubagua, primer asentamiento en nuestro territorio por su riqueza perlera y más tarde con el sistema de misiones y encomiendas penetran en todo el país, la primera en presentar esta manifestación fue la zona oriental del país para luego extenderse a todo lo ancho y largo de Venezuela.
Se ve bailar a la burriquita por las calles especialmente durante el carnaval, pero también en la pascua de Navidad en algunos lugares del oriente y el occidente del país. Hay estados como Táchira en los que esta diversión ha perdido la música acompañante y queda solamente la costumbre de sacar "la burrita" para divertir a chicos y grandes con sus cabriolas corriendo por las calles del pueblo.
La letra está integrada por estrofas que se van repitiendo por pares de versos y se cortan con un estribillo cuyo tercer y cuarto verso también repiten. Para bailar el baile de La Burra se pueden cantar canciones como: «Te tumbo la burra», «El hacha», «Seque», «La Colorá», etc.
Personaje de La Burriquita: La representación de esta tradición tiene carácter de divertido y depende de su personaje central, La Burriquita. Ella debe moverse con entera libertad, imitando los saltos, respingos, avances y retrocesos propios de estos animales (Burro). En ellos consistirá la gracia del baile. Se recomienda realizar movimientos que puedan combinarse con recios zapateos que naturalmente coinciden con movimientos hacia delante y hacia atrás del personaje (Joropo). Lo principal es que siempre esté en movimiento acompañado con música y canto, que mejor que el de La Burra.

### El Chiriguare
Esta comparsa son el Brujo Machuco, el Zamuro y el Chiriguare, el sancudo y el conejo. Este último simboliza un animal fabuloso que por su raro aspecto constituye aterroriza al vecindario. El brujo, por medio de exorcismos, acaba con el poder maligno del Chiriguare.

### Baile del joropo
El joropo se canta y se baila en toda Venezuela. Constituye no solo una expresión bailable, sino también una fiesta donde se cantan y bailan corridos, galerones, golpes, pasajes y otras tonalidades folclóricas. Se efectúa en cualquier época del año y el motivo puede ser un bautizo, cumpleaños o la celebración de alguna fiesta patronal. La música del joropo se toca con instrumentos típicos como cuatro, maracas y arpa, que acompañan a cantos y estribillos.
El zapateo y escobilleo, que son pasos del joropo, se mezclan en el estado con giros típicos de la región como el remolino, el cuartao y el toriao.

## Política y gobierno
Es un estado autónomo e igual en lo político, organiza su administración y sus poderes públicos por medio de una Constitución del Estado Guárico, dictada por el Consejo Legislativo.

### Poder ejecutivo
El Gobernador del Estado Bolivariano de Guárico es el Jefe del Ejecutivo de ese Estado ubicado en el centro de Venezuela. Según el artículo 160 de la Constitución de Venezuela de 1999 el gobernador debe ser: venezolano o venezolana, mayor de veinticinco años y de estado seglar. Es elegido por cuatro años por mayoría simple y puede ser reelegido para periodos adicionales. El actual gobernador es Donald Donaire del Partido Socialista Unido de Venezuela.
En la entidad llanera ha habido nueve personas que han tenido el cargo de gobernador y once han sido los períodos consecutivos que ha habido en la gobernación.

### Poder legislativo
La legislatura del estado recae sobre el Consejo Legislativo del Estado Guárico unicameral, elegidos por el pueblo mediante el voto directo y secreto cada cuatro años pudiendo ser reelegidos por dos períodos consecutivos, bajo un sistema de representación proporcional de la población del estado y sus municipios, el Estado cuenta 9 diputados, los 9 pertenecen al oficialismo.

## Diarios regionales
| Diario                                                                     | Sede                                                                                | Página web                                                                 |
| -------------------------------------------------------------------------- | ----------------------------------------------------------------------------------- | -------------------------------------------------------------------------- |
| La Prensa de Guárico @laprensadeguarico                                    | Valle de la Pascua / Guárico                                                        | http://www.laprensadeguarico.com                                           |
| Diario El Nacionalista                                                     | San Juan de los Morros, Calabozo, Zaraza, Valle De La Pascua, Altagracia de Orituco | diarioelnacionalista.com                                                   |
| Diario La Antena                                                           | Calabozo, San Juan de los Morros, Zaraza, Valle De La Pascua                        | diariolaantena.com.ve                                                      |
| Diario Jornada                                                             | Valle de la Pascua, Calabozo, San Juan de los Morros.                               | diariojornada.com.ve Archivado el 4 de febrero de 2022 en Wayback Machine. |
| El Tubazo Digital                                                          | San Juan de los Morros                                                              | eltubazodigital.com                                                        |
| Ciudad Guárico                                                             | San Juan de los Morros                                                              |                                                                            |
| Notiexpres24.com.ve. Portal Digital de Noticias Ecos del Valle / Radio Web | Valle de la Pascua / Guárico                                                        | http://www.notiexpres24.com.ve/ https://zeno.fm/radio/ecos-del-valle/      |
| Notipascua - Noticias al día                                               | Valle de la Pascua                                                                  | notipascua.com                                                             |